# Qualificatórias do Campeonato Mundial de Voleibol de 2010
As qualificatórias do Campeonato Mundial de Voleibol de 2010 foram disputadas a nível continental, e estenderam-se de janeiro a agosto de 2009. Dependendo do número de vagas oferecidas a cada confederação, e da sua posição no Ranking Mundial da FIVB, cada equipe postulante a uma vaga nas finais do evento deveria disputar até três torneios diferentes, e eventualmente uma rodada de playoff adicional. Ao todo foram disputadas 24 vagas para o mundial feminino e outras 24 vagas para o masculino.

## Feminino

### Ásia

#### Grupo 1
| Pos. | Seleção       | Pts | J  |
| ---- | ------------- | --- | -- |
| 1    | Nova Zelândia | 06  | 03 |
| 2    | Fiji          | 05  | 03 |
| 3    | Samoa         | 04  | 03 |
| 4    | Tonga         | 03  | 03 |

#### Grupo 2
| Pos. | Seleção       | Pts | J  |
| ---- | ------------- | --- | -- |
| 1    | Cazaquistão   | 04  | 02 |
| 2    | Uzbequistão   | 03  | 02 |
| 3    | Nova Zelândia | 02  | 02 |

#### Grupo 3
| Pos. | Seleção       | Pts | J  |
| ---- | ------------- | --- | -- |
| 1    | Tailândia     | 06  | 03 |
| 2    | Taipé Chinesa | 05  | 03 |
| 3    | Fiji          | 04  | 03 |
| 4    | Bangladesh    | 03  | 03 |

#### Grupo 4
| Pos. | Seleção     | Pts | J  |
| ---- | ----------- | --- | -- |
| 1    | China       | 06  | 03 |
| 2    | Tailândia   | 05  | 03 |
| 3    | Uzbequistão | 04  | 03 |
| 4    | Fiji        | 03  | 03 |

#### Grupo 5
| Pos. | Seleção       | Pts | J  |
| ---- | ------------- | --- | -- |
| 1    | Cazaquistão   | 00  | 00 |
| 2    | Taipé Chinesa | 00  | 00 |
| 3    | Nova Zelândia | 00  | 00 |
| 4    | Coreia do Sul | 00  | 00 |

|  |                                   |
|  | Classificada para o Mundial 2010. |

### CAVB - África

#### Grupo 1
| Pos. | Seleção  | Pts | J  |
| ---- | -------- | --- | -- |
| 1    | Camarões | 06  | 03 |
| 2    | Senegal  | 05  | 03 |
| 3    | Níger    | 04  | 03 |
| 4    | Botswana | 03  | 03 |

#### Grupo 2
| Pos. | Seleção         | Pts | J  |
| ---- | --------------- | --- | -- |
| 1    | Ilhas Maurícias | 08  | 04 |
| 2    | África do Sul   | 07  | 04 |
| 3    | Moçambique      | 06  | 04 |
| 4    | Essuatíni       | 05  | 04 |
| 5    | Zimbabwe        | 04  | 04 |

#### Grupo 3
| Pos. | Seleção  | Pts | J  |
| ---- | -------- | --- | -- |
| 1    | Quênia   | 06  | 03 |
| 2    | Tunísia  | 05  | 03 |
| 3    | Senegal  | 04  | 03 |
| 4    | Camarões | 03  | 03 |

#### Grupo 4
| Pos. | Seleção         | Pts | J  |
| ---- | --------------- | --- | -- |
| 1    | Argélia         | 06  | 03 |
| 2    | Egito           | 05  | 03 |
| 3    | Ilhas Maurícias | 04  | 03 |
| 4    | África do Sul   | 03  | 03 |

|  |                                   |
|  | Classificada para o Mundial 2010. |